# Juan Calvo Calvo
Juan Calvo Calvo fue militar español que luchó en la guerra civil española con la República.

## Biografía
Al iniciarse la sublevación en julio de 1936 era comandante de Ingenieros. Fue jefe del Estado Mayor de la columna Mangada, con la que posiblemente actuó por la zona de Ávila y Navalperal de Pinares desde agosto o septiembre. Mandará por un tiempo la columna Mangada en sustitución de Manuel Márquez, siendo él relevado por Nilamón Toral.
La siguiente noticia que tenemos de él es que llega al frente de Madrid a finales de noviembre de 1936 al mando del batallón de voluntarios de Castellón n.º 1 para reforzar a la guarnición de la ciudad.  
En el verano de 1937 es nombrado jefe de la 224.ª Brigada Mixta, formada por batallones de la Defensa de Costas de Cataluña. A finales de año su unidad se integra en la 72.ª División, quedando en reserva durante la Batalla de Teruel. Participará también con su unidad en la Retirada de Aragón (marzo de 1938), siendo puesto en retirada sucesivamente en los frentes de Belchite, Escatrón y Caspe. El quebranto que sufrió la 224.ª Brigada llevó al mando republicano a ordenar su disolución.

## Familia
Era hermano del también militar Martín Calvo Calvo.